# Suki na Mono wa Suki Dakara Shōganai!!
Suki na Mono wa Suki Dakara Shōganai!! (好きなものは好きだからしょうがない!! lit. ¡Me gustan las cosas que me gustan, por eso no hay de otra!?), también conocida de forma abreviada como Sukisyo! o Sukisho!, es una franquicia de novelas visuales japonesa de género yaoi, inicialmente desarrollada por Unison Shift y lanzada por primera vez el 10 de septiembre de 1999 para formato PC. Sus respectivas secuelas y adaptaciones fueron desarrolladas por Platinum Label y lanzadas tanto para PC como para PlayStation 2. La franquicia se compone de cuatro juegos principales, First Limit, Target Nights, Rain y White Flower, además de contar con un spin-off titulado Mou Matte, el cual se centra en el personaje de Gaku Ichikawa y su relación con Kai Nagase y Ren Shīna.
Una serie de novelas ligeras escritas por Riho Sawaki e ilustradas por Tsutae Yuzu, fueron publicadas por Kadokawa Shōten entre los años 2000 y 2005. Una adaptación a serie de anime producida por el estudio Zexcs y dirigida por Haruka Ninomiya, comenzó su transmisión en Japón el 9 de enero de 2005 y finalizó el 27 de marzo de ese mismo año con un total de doce episodios y un OVA.

## Argumento
Sora Hashiba es un estudiante de secundaria que fue hospitalizado luego de haber sufrido una caída desde el cuarto piso de su escuela. En su primera noche en su dormitorio, es despertado por un extraño chico que se dirige a él bajo el nombre de "Yoru". El desconocido le insiste en que le permita ver al tal Yoru y se identifica a sí mismo como "Ran", además de informarle que es su nuevo compañero de cuarto. A la mañana siguiente, Matsuri Honjou, amigo de la infancia de Sora y administrador de los dormitorios, le informa a este que el recién llegado, a quien presenta como Sunao Fujimori, es en realidad otro amigo suyo de la infancia. Sora no recuerda haber conocido a Sunao antes, de hecho, no puede recordar mucho acerca de su pasado debido a que sufre una pérdida de memoria a largo plazo.
Sora pronto descubre la razón del porque Sunao se presentó como "Ran" en su primer encuentro; él y Sora tienen personalidades alternas. La otra personalidad de Sora es Yoru, un individuo fuerte y estoico, extremadamente protector hacia Ran, con quien mantiene una relación amorosa. Sora también comienza a sospechar que la existencia de estas personalidades alternas y su relación entre ellas tiene alguna misteriosa conexión con su accidente y su pasado. Yoru y Ran suelen tomar el control de sus cuerpos arbitrariamente, normalmente por las noches, y la apasionada relación de estos está muy lejos de la hostilidad y desconfianza que persiste entre Sora y Sunao. Debido a que no pueden controlar las acciones de sus dobles personalidades, ambos jóvenes a menudo se encuentran en situaciones embarazosas cuando recuperan el control de sus mentes.
Otras sátiras cómicas derivan de los esfuerzos de Matsuri por arrastrar a Sora y Sunao en sus planes de ganar dinero en la escuela, creando un grupo llamado "Los maestros del todo", cuya tarea básicamente consiste en hacer recados para otros estudiantes. Jamás se mencionan a los padres de los personajes y las únicas figuras de autoridad son el enfermero de la escuela, Kai Nanami, y el profesor de matemáticas, Shin'ichirō Minato, pero se sabe que Sora y Sunao son huérfanos. Ambos tienen una conexión con el oscuro pasado de Sora y Sunao, un hecho que también involucra a uno de los estudiantes de la escuela, Kai Nagase, y a un misterioso científico llamado Aizawa.

## Personajes

### Principales
Sora Hashiba (羽柴 空 Hashiba Sora?)
Voz por: Hikaru Midorikawa, Rika Higashino (joven)
Es el protagonista principal de la historia. Sora no tiene ningún recuerdo acerca de su pasado y al comienzo desconocía la existencia de su personalidad alterna, Yoru. Es fácilmente reconocible debido a su puntiagudo cabello azul y ojos azules, uno de los cuales se torna amarillo cuando Yoru toma posesión de su cuerpo. Tiene una relación complicada y ocasionalmente hostil con su compañero de cuarto y examigo de la infancia, Sunao, cuya otra personalidad, Ran, mantiene una relación amorosa con Yoru. Normalmente, se muestra como un joven vivaz que odia dejar a medias cualquier trabajo y es gran amante de la comida.
Yoru (夜?)
Voz por: Takehito Koyasu
Es la personalidad alterna de Sora. A diferencia de este, Yoru es astuto, audaz y posee un carácter fuerte y protector, sobre todo con Ran, de quien está enamorado. Su amor por Ran a menudo compromete a Sora cada vez que se apodera de su cuerpo y le mete en situaciones vergonzosas. Yoru protege a Ran cuando siente algún peligro cerca y ha demostrado ser capaz de todo por él. Se diferencia de Sora debido a que su cabello es ligeramente más oscuro, es más alto y su voz es más profunda, además de que su ojo izquierdo es de un brillante color amarillo. También se le suele ver con una venda atada a su brazo derecho. 
Sunao Fujimori (藤守 直 Fujimori Sunao?)
Voz por: Sōichirō Hoshi, Madoka Akita (joven)
Es un amigo de la infancia de Matsuri y Sora, y compañero de cuarto de este último. De apariencia andrógina, su cabello y ojos son de un color rosa pálido, además de no ser una persona muy atlética. Su personalidad es bastante reservada y tímida, aunque suele ser algo agresivo cuando se trata de Sora. Su relación con Sora es más bien una de amor-odio, por lo que muchas veces es confuso saber realmente lo que piensa. Sunao sabía sobre la existencia de Yoru y Ran desde el comienzo, y también recuerda las acciones que estos dos hacen al aparecer, por lo que a veces le incomoda estar junto a Sora después de lo que hacen sus otras personalidades. Sunao también recuerda su pasado en común, pero no se lo dice a Sora debido a que quiere que él lo averigüe por sí mismo. 
Ran (らん?)
Voz por: Kappei Yamaguchi (CD drama), Sōichirō Hoshi (anime)
Es la personalidad alterna de Sunao. Es mucho más mimoso y cariñoso que el propio Sunao, y en algunos casos también más dependiente y femenino. Ama a Yoru hasta un punto que roza la obsesión y se muestra bastante celoso en lo que se refiere a este. De vez en cuando, intenta provocar sexualmente a Sora solo para hacer que Yoru emerja. Se diferencia de Sunao debido a que su color de cabello es ligeramente más brillante (en el juego), su voz es más grave y sus ojos son rojos. En el anime, sus ojos son la única característica que las dos personalidades no comparten. 
Matsuri Honjō (本城 祭 Honjō Matsuri?)
Voz por: Susumu Chiba, Chiro Kanzaki (joven)
Es un amigo de la infancia de Sora y Sunao. Su cabello es largo y rubio, y sus ojos son verdes. Alegre, extrovertido, divertido y muy optimista, siempre se le ve tramando algún negocio para ganar dinero (que normalmente implica a Sora y Sunao). Le gusta ser el centro de atención y tiene la costumbre de fotografiar a Sora y Sunao en cualquier situación y después mostrarlas por el instituto. Sora y Sunao rara vez están de acuerdo con las ideas de Matsuri, pero aun así el par tiende a seguirle el juego. Trata, por medio de los maestros del todo que Sora y Sunao recuperen su relación de la infancia.
Kai Nanami (七海 かい Nanami Kai?)
Voz por: Akira Ishida
Es el enfermero de la escuela. Nanami es atento, calmado y justo, y suele traer paz a las situaciones de tensión. Hipotéticamente es el "ama de casa" perfecto; pues cocina, limpia y amablemente atiende a los estudiantes de la escuela, quienes lo adoran. Mantiene una relación amorosa con Shin'ichirō desde hace bastante tiempo, e incluso ambos viven juntos y actúan como una pareja de casados. Al igual que Shin'ichirō, se muestra muy afectado por los acontecimientos ocurridos en su pasado, debido a que solía trabajar para Aizawa en sus inmorales experimentos en seres humanos, esto en un esfuerzo por ayudar a Shin'ichirō con su propia condición mental (en los videojuegos, Shin'ichirō también tiene una personalidad alterna). 
Shin'ichirō Minato (水都 真一朗 Minato Shin'ichirō?)
Voz por: Shin'ichirō Miki
Es el profesor de matemáticas de la escuela. Ama a Nanami y vela por la seguridad de Sora y Sunao (quienes a menudo se refieren a él como 'nii-chan', que significa "hermano", a pesar de no estar relacionados por sangre). Por lo general, se enfada fácilmente y es algo inmaduro, razón por la cual los estudiantes le temen y tiene fama de perverso en la escuela. Muchas veces se le ve coqueteando con Nanami, pero la mayoría del tiempo lo hace de una manera juguetona. Sin embargo, es muy propenso a los celos y en los videojuegos también tiene una personalidad alterna llamada "Minato", quien es mucho más pervertido que él. 
Minato (真一朗?)
Es la personalidad alterna de Shin'ichirō. Minato es muy coqueto y siempre trata de obligar a las personas a tener sexo con él, sobre todo a Sora y Nanami. Por lo general, Nanami solo tiene que desordenar el cabello de Minato o darle un puñetazo para traer de vuelta a Shin'ichirō. Se diferencia de Shin'ichirō debido a que su cabello es mucho más ordenado que el del otro y sus ojos son negros.

### Secundarios
Gaku Ichikawa (市川 学 Ichikawa Gaku?)
Voz por: Atsushi Kisaichi
Es un amigo y compañero de clase de Sora. Elocuente y hablador, siempre se le ve dispuesto a ayudar en Sora en lo que sea. A pesar de que su historia en el anime difiere bastante de la contada en los videojuegos, se encuentra enamorado (supuestamente en secreto) del presidente de club de química, Kai Nagase, aunque realmente no hace ningún esfuerzo para ocultarlo. Se muestra muy divertido y amigable, pero su amor hacia Nagase se pone a prueba cuando descubre su complot en contra de Sora. De acuerdo con Sora, Gaku "expresa cuatro veces más sus sentimientos que la mayoría de la gente". En el juego Mou Matte, Gaku es el personaje principal y debe optar por continuar su relación con Nagase o iniciar una nueva con Shīna.
Kai Nagase (永瀬 芥 Nagase Kai?)
Voz por: Ryōtarō Okiayu
Es el presidente de club de química. Aunque muchos lo consideran un profesor, es estudiante de un grado superior y ha llegado a publicar artículos en revistas de dicha asignatura. Serio y misterioso, sabe del amor de Gaku hacia él y aprovecha esto cuando es necesario, pero en el final de la historia el cariño de Gaku termina por influir en él. Más tarde, se revela que es hijo del profesor Aizawa, el principal antagonista de la serie. En el videojuego White Flower, se detalla que Nagase en realidad es el resultado de uno los experimentos de Aizawa. Indica que mientras Aizawa tenía a Shin'ichirō cautivo en su laboratorio años atrás, utilizó el ADN de Shin'ichirō y el suyo para crear a Nagase, siendo en teoría el hijo de ambos.
Sei (Hashiba) ((羽柴) セイ Sei?), Ren Shīna (椎名 零 Shīna Ren?) y Fūta Kitamura (北村 フタ Kitamura Fūta?)
Voz por: Kōki Miyata (Sei), Chiro Kanzaki (Ren, anime) y Motoki Takagi (Ren, ova) y Yū Kobayashi (Fūta), Takahiro Sakurai (Fūta, ova)
Son tres niños pequeños que forjan amistad con Sora, Sunao y Matsuri. Se desconoce si Sei y Shīna tienen padres (lo más probable es que sean huérfanos), pero se sabe que Fūta si los tiene debido a que se convirtió en el hermanastro de Yoshihiro Hano. Sei se asemeja a Sora tanto en apariencia como en personalidad, lo mismo ocurre con Shīna con Matsuri. Fūta no se asemeja a nadie, pero se lo ha comparado con Sunao. En los juegos, sus personalidades son mucho más diversas y son similares a Sora, Sunao y Matsuri cuando estos estaban en la escuela. Sei actúa de una forma inmadura (Sora), Fūta siempre idea planes y le gusta bromear (Matsuri), mientras que Shīna tiende a ser el más afeminado y tsundere del grupo (Sunao). Más adelante en el juego, se revela que Sei es un clon de Sora y Ren es el hijo de Nanami con Aizawa, quien usó el ADN de ambos para crearlo.
Aizawa (相澤?)
Voz por: Jūrōta Kosugi
Es el principal antagonista de la historia. Trabaja en un laboratorio y es el "padre" de Kai Nagase, Ren Shīna y Kano Kozuki. Está obsesionado en descubrir todo acerca de la manipulación individual, siendo también el culpable del oscuro pasado de Sora y Sunao, y de su sufrimiento en la presente historia.
Ryōya Kozuki (小槌 上月 Kozuki Ryōya?)
Voz por: Toshiyuki Morikawa
Es un simpático y sonriente doctor; un viejo amigo de Sōshi, Shin'ichirō y Nanami. Le encantan los niños e incluso ha adoptado a Kano, un niño huérfano. Se muestra muy interesado en Sora y Sunao, dada la situación de sus dobles personalidades, y hará lo que sea necesario para poder realizarles pruebas médicas.
Kano Kozuki (小槌 カノ Kozuki Kano?)
Voz por: Michiru Yamazaki
Es el hijo adoptivo de Ryōya. Es un pequeño niño huérfano, muy serio para su edad y tímido. Ryōya hace de ventrílocuo con un conejito de felpa que siempre llega consigo, lo único que consigue alegrarle. Kano fue creado con el ADN del cabello de Gaku y de Aizawa. Gaku solía visitar y jugar en el laboratorio de Aizawa cuando era pequeño, y este siempre había admirado la alegría de Gaku.
Sōshi Asaka (浅香 奏司 Asaka Sōshi?)
Voz por: Yūji Ueda
Es un abogado quien fue como un hermano mayor para Sunao y Sora, casi tanto como Shin'ichirō, con quien creció. Suele ser muy serio, tranquilo y su sonrisa hace pensar que siempre oculta algo. También es viejo amigo también de Ryōya y Nanami (a quien a veces se le insinúa). 
Yoshihiro Hano (巴乃 吉弘 Hano Yoshihiro?)
Voz por: Kenji Nojima
Es el mejor amigo de Ichikawa y hermanastro de Fūta; quien intenta hacer lo posible para acercarse a este último.
Hiromu Sakura (佐倉 広夢 Sakura Hiromu?)
Voz por: Daisuke Sakaguchi
Es un estudiante de primer año quien está enamorado de Sora, pero jamás tuvo el valor para acercársele y confesarle su amor. En algún momento, sufrió un accidente automovilístico que le dejó en un estado de coma y su inconsciencia salió de su cuerpo para regresar a la escuela y encontrar a Sora. Los estudiantes le confundieron con un fantasma y sembró el pánico general. Una vez que encuentra a Sora, le pide que sea su amante durante dos días. Sin embargo, una vez que Hiromu se recupera, no parece recordar nada acerca de su tiempo con Sora. En las novelas visuales, Hiromu actúa como uno de los principales intereses amorosos de Sora e inclusive tiene su propia ruta con él.

## Media

### Anime
Una adaptación a serie anime producida por el estudio Zexcs y dirigida por Haruka Ninomiya, comenzó su transmisión en Japón el 9 de enero de 2005 y finalizó el 27 de marzo de ese mismo año con un total de doce episodios y un OVA. El tema de apertura es Just A Survivor por Tatsuhisa Suzuki mientras que el tema de cierre es Daydreamin por Kishō Taniyama.

#### Lista de episodios
| # | Título                                                                             | Estreno               |
| --- | ---------------------------------------------------------------------------------- | --------------------- |
| 1 | «¡Odio las cosas que odio!» «Kirai na Mono wa Kirai!» (キライなものはキライ!)      | 9 de enero de 2005    |
| Sora Hashiba es un estudiante de secundaria que luego de haber sufrido un misterioso accidente pierde gran parte de su memoria y no es capaz de recordar nada acerca de su pasado. La misma noche que regresó a la escuela luego de haber sido dado de alta del hospital, es abordado por quien luego se entera será su nuevo compañero de cuarto, Ran. Ran intentó insinuársele, sin embargo, al día siguiente Sora descubre que este no parece recordar nada al respecto. Las cosas se tornan aún más confusas para Sora cuando su amigo, Matsuri, le dice que el nombre del recién llegado es Sunao y que él solía ser un amigo de la infancia de Sora. La aparición de "Ran" también levanta sospechas en Nanami y Minato, quienes parecen tener conocimiento acerca del misterioso pasado de Sora y Sunao.                                                                                   |                                                                                    |                       |
| 2 | «¡Aparecen los maestros del todo!» «Gakuen Nandemoya Sanjō!» (学園なんでも屋参上!) | 16 de enero de 2005   |
| Matsuri crea un club llamado "Los maestros del todo", cuya tarea es la de recibir y realizar pedidos para los demás estudiantes. Sora y Sunao se niegan a participar, pero aun así son arrastrados por Matsuri a ayudarle a cumplir con su primera solicitud: modelar. Sora termina vestido con un traje de guerrero samurái mientras que Sunao de princesa. Matsuri entonces ofrece a los estudiantes una oferta muy especial; quien sea capaz de encontrar y atrapar a Sora y Sunao en tres horas, podrá hacer con ellos lo que quiera por un día. El juego termina luego de una acalorada persecución en la que Sora y Sunao intentan evadir a los estudiantes; y ambos muchachos "se atrapan el uno al otro" (una estrategia de Sunao para poner fin al juego de una vez por todas) y debido a que Matsuri jamás había dicho que no estaba prohibido, establece como válida su justificación. |                                                                                    |                       |
| 3 | «Pequeños triángulos» «Chibi Toraianguru» (ちびトライアングル)                     | 23 de enero de 2005   |
| Los maestros del todo se enfrentan a unos posibles impostores que están actuando bajo su nombre. Sora, Sunao y Matsuri se proponen a descubrir quienes son los responsables de recibir los pedidos mediante una única pista: todo lo que los impostores piden a cambio de realizar un trabajo es un bentō. |                                                                                    |                       |
| 4 | «¡Aparece Kaitō!» «Kaitō Shutsugen!» (怪盗出現!)                                   | 30 de enero de 2005   |
| Luego de terminar con un pedido de los maestros del todo, Sora se topa con un misterioso hombre enmascarado. El extraño le lanza una carta y le amenaza con quitarle su "posesión más preciada" para finalmente desaparecer. Sora le muestra la carta a Matsuri, quien sugiere que su posesión más precidada podría ser Sunao. Sunao se sonroja pensando que en efecto era él, pero resulta que la posesión más preciada de Sora es un viejo muñeco de felpa con la forma de un elefante rosa llamado Toshizou. |                                                                                    |                       |
| 5 | «Hiromu, el chico fantasma» «Yūrei Shōnen Kō Yume» (幽霊少年・広夢)                | 6 de febrero de 2005  |
| El pánico surge en la escuela cuando varios estudiantes afirman haber visto a un fantasma rondar por los pasillos. Como si fuera poco, Nanami le dice a Sora que aparentemente el fantasma está buscando por él y no deja de repetir su nombre, para gran horror de Sora. Mientras tanto, Matsuri ve esto como otro desafío para los maestros del todo. El presunto fantasma, el cual se presenta como Hiromu, le pide a Sora que sea su amante durante 2 días. |                                                                                    |                       |
| 6 | «¡Ángeles-chan en formación!» «Kessei! Tenshi-chan Zu» (結成! 天使ちゃんズ)        | 13 de febrero de 2005 |
| Debido al Día de San Valentín, los maestros del todo se ven inundados con toneladas de solicitudes para entregar chocolates de un remitente secreto. Matsuri obliga a Sora y Sunao a vestirse como ángeles para entregar los chocolates, a la vez que Sora se entera de que Nanami y Minato son una pareja. A pesar de estar algo soprendido por esto, Sora se siente feliz por ambos, hasta que ve a Nanami dar chocolate a otro maestro. Creyendo que Nanami ya no estaba enamorado de Minato, Sora y Sunao harán lo imposible para lograr que ambos no se separen. |                                                                                    |                       |
| 7 | «Las sospechas de Sunao» «Sunao no Giwaku» (直の疑惑)                              | 20 de febrero de 2005 |
| Matsuri envía a Sora y Sunao a ayudar al equipo de remo de la escuela debido a que carece de dos miembros para participar en una competencia. Sin embargo, Sunao se muestra aterrorizado de estar cerca del agua y Sora, volutariamente, realiza el trabajo de Sunao en los remos. Pero entonces, Sunao comienza a desaparecer cada noche, levantando sospechas en Sora. |                                                                                    |                       |
| 8 | «Abrazando la medianoche» «Mayonaka o Dakishimete» (真夜中を抱きしめて)            | 27 de febrero de 2005 |
| Últimamente, Yoru y Ran han estado apareciendo cada noche y haciendo cosas inapropiadas, para gran pesar de Sora y Sunao, cuya relación hostil no se asemeja ni un poquito a la que poseen sus otras personalidades. Sora y Sunao son invitados a cenar a la casa de Nanami y Shin'ichirō. Pero antes de poder comer, reciben la visita de un hombre llamado Soushi, quien invita a Sora y Sunao a ir con él. |                                                                                    |                       |
| 9 | «Sora y Sunao» «Sora to Sunao» (空と直)                                            | 6 de marzo de 2005    |
| Luego de recibir una llamada telefónica, Sunao comienza a ignorar y evitar a Sora, por alguna razón desconocida. Un extrañado Matsuri le pregunta a Sora si ambos están peleados, pero este no es capaz de responderle puesto que ni él sabe lo que sucedió exactamente. Sunao también desea cambiar de habitación con Sora, una decisión con la cual ni Sora o Ran están especialmente felices. |                                                                                    |                       |
| 10 | «Odio» «Zōo» (憎悪)                                                                | 13 de marzo de 2005   |
| En un intento de volver a unir a sus amigos, Matsuri envía ambos a una búsqueda por la escuela bajo el pretexto de ser un pedido de los maestros del todo. Sora y Sunao visitan la ventana desde donde este cayó hace algún tiempo atrás, y Sora le pregunta a Sunao sobre su pasado, un pasado que solo él parece recordar. |                                                                                    |                       |
| 11 | «Venganza» «Fukushū» (復讐)                                                        | 20 de marzo de 2005   |
| Dominado por su deseo de venganza, Sunao se presenta en el apartamento de Shin'ichirō y Nanami. Allí, le explica a Shin'ichirō que quiere que Sora experimente dolor, el mismo dolor que él sintió cuando este le abandonó cuando eran niños. Sora, quien se encuentra en una especie de trance, arriba al apartamento empuñando un cuchillo, donde pronto aprende el pasado que había olvidado. A pesar de que Yoru se niega, Sora insiste en recuperar sus recuerdos sellados. |                                                                                    |                       |
| 12 | «Rescate» «Kyūshutsu» (救出)                                                       | 27 de marzo de 2005   |
| Sunao se entera de la verdadera razón por la cual Sora le abandonó, mientras que Shin'ichirō se recupera de su herida. Aizawa convoca a Sora y le invita a hablar con él en su laboratorio de investigación, un lugar en el que solían vivir cuando eran jóvenes. Sora pregunta sobre Sunao, pero Aizawa promete no hacerle daño si Sora viene solo. Matsuri no quiere que Sora vaya, pero este siente que Sunao ha estado esperando que él fuera a salvarlo durante años y años. |                                                                                    |                       |
| OVA | «¡Vamos a las fuentes termales!» «Onsen'niikō!» (温泉に行こう!)                    | 10 de enero de 2006   |
| El grupo visita un onsen, pero Matsuri anuncia que el lugar está lleno de turistas y que se ofreció a sí mismo, a Sora y Sunao para trabajar allí. Los niños, Sei, Shiina y Kitamura no logran encontrar ninguna fuente donde puedan jugar, hasta que se topan con una misteriosa fuente. Sei desea ser un adulto e inexplicablemente los tres se transforman en adolescentes. Más tarde, Matsuri, Sora y Sunao no pueden utilizar la fuente principal al aire libre debido a que Shin'ichirō y Nanami se encuentran en ella. El trío termina arribando a la misma fuente que los niños, donde Sora desea ser de nuevo un niño. |                                                                                    |                       |

### Manga
El manga se compone de un solo volumen, en el cual se relata la historia de Sora, quien ha sido forzado por Matsuri a interpretar el papel del príncipe en la obra El lago de los cisnes para el festival cultural de la escuela. Su coprotagonista es Hiromu, quien interpreta el rol de la princesa (papel elegido a votación por los miembros del alumnado). Sin embargo, Hiromu es empujado de las escaleras por dos rufianes y Matsuri se ve forzado a conseguir otra princesa, quien no resulta ser otro más que Sunao. Mientras tanto, Minato (que es un detective) hace a Sora investigar a Matsuri, quien presenta un comportamiento extraño.

## Videojuegos
Se han lanzado cuatro videojuegos y un spin-off de la franquicia, originalmente para formato PC. Sin embargo, tres de los juegos fueron relanzados para formato PlayStation 2. Las versiones para PS2 han sido editadas y se le han agregado muchas escenas nuevas. También, cuentan con el elenco del CD drama, quienes estuvieron ausentes en la versión para PC. 

### First Limit
Es el primer juego de la franquicia. Sora Hashiba es un estudiante que fue hospitalizado por algún tiempo luego de haber sufrido una caída desde un edificio de su escuela. Curiosamente, no recibió ninguna lesión grave, pero perdió algunos de sus recuerdos. Después de ser dado de alta del hospital, se encuentra con Sunao Fujimori, quien se entera será su nuevo compañero de cuarto y supuestamente es un amigo suyo de la infancia. A medida que pasa un tiempo con Sunao, Sora se percata de algunas cosas extrañas, tales como la aparición de la personalidad alterna de este, Ran. Además de todo, el espíritu de un compañero de escuela que fue hospitalizado posee a Sunao y confiesa su amor por él. Dependiendo del jugador, Sora puede quedarse con Sunao, Ran, Hiromu o Minato.

### Target Nights
Después de pasar algún tiempo en la casa de Shin'ichirō y Nanami, Sora y Sunao se topan con un misterioso bandido conocido solo por el número 416, quien alardea sobre robar la posesión más valiosa de Sora. Mientras tanto, Sora y Sunao conocen a Chris, quien trabaja en una iglesia cercana. A primera vista inofensivo, Chris comienza a pasar más tiempo con Sora. Por otra parte, Sora comienza a darse cuenta de que hay veces en las cuales, misteriosamente, Sunao y él terminan juntos en la cama. Aunque Sora conoce la personalidad alterna de Sunao, Ran, el aún no sabe si también posee alguna. Dependiendo de la decisión del jugador, Sora puede terminar con Sunao, Chris, Ran, Matsuri o Minato.

### Rain
Posiblemente el momento crucial en la serie. Sora y Sunao continúan su vida escolar. Todo parece normal hasta que Sora nota a un niño con un increíble parecido a él. Por otra parte, algunos de sus compañeros de clase están comenzando a actuar un poco extraño. Incluso Sora comienza a notar algo raro sobre la conexión que tiene con Sunao y más aún, la extraña relación entre sus personalidad alternas, Yoru y Ran. Dependiendo de las opciones del jugador, Sora puede terminar con Sunao, Shin'ichirō, Matsuri, Sōshi o Minato. Colectar todos los CGs permite al jugador tener acceso a los finales secretos que involucran a Sora, Sunao, Matsuri, Shin'ichirō y Nanami juntos disfrazados como los bandidos 848, 370, 332, 416 y 773.
El juego termina con el siguiente estatus de los personajes: Sora comienza a trabajar como profesor en el instituto Seishin (ahora mixto), Sunao ha desaparecido y presumiblemente trabaja para Aizawa, Matsuri trabaja en un refugio de animales, Shin'ichirō también ha desaparecido, Nanami continúa ejerciendo como enfermero en la escuela, Sei y Fūta ahora son estudiantes de Sora, Gaku continúa su trabajo en el laboratorio de química junto a Nagase, Hiromu trabaja como modelo con Kirito Nakahara, Chris continúa trabajando en la iglesia vecina, Sōshi sigue siendo abogado y Aizawa también ha desaparecido, se sospecha que se ha llevado a Sunao y Shin'ichirō con él.

### White Flower
Es el juego final de la franquicia. Ocurre unos años después de Rain y el instituto ha sufrido muchos cambios. No solo ha dejado de ser una escuela solo para hombres, si no que además varios de los ex-estudiantes ahora trabajan como profesores. Sora es uno de ellos y ha tomado el lugar de Minato como profesor. Sin embargo, cuando ve a Sunao (quien había desaparecido desde los acontecimientos de Rain) reaparecer en uno de los pasillos, se da cuenta de que las cosas no seguirán tan normales como siempre. Dependiendo de las elecciones del jugador, Sora puede terminar con Sunao, Nanami, Hiromu, Matsuri, Sōshi o Minato. Hay dos finales ocultos en este juego.

### Mou Matte
Es un spin-off basado en la saga. En esta ocasión, el jugador controla al personaje de Gaku Ichikawa, quien deberá decidir si desea continuar su relación con Nagase o comenzar una nueva con Shīna. El jugador también puede escoger tener una ruta con Shīna, Nagase o Kitamura. En esta ocasión, los únicos personajes de los juegos anteriores que hacen su aparición son Gaku, Nagase, Shīna, Kitamura, Nanami, Nakahara y Kano.